# Point de pourcentage
Un point de pourcentage est une unité utilisée pour désigner la différence arithmétique entre deux pourcentages. Par exemple, passer de 90 à 100 ne correspond pas à une hausse de 10 % mais à une augmentation de 10 points de pourcentage : une augmentation dans ce cas de 10 % à partir de 90 amènerait à un résultat de 99 (90*(1+10/100 donc 1,1)=99) et non 100.
Dans la finance est utilisé le point de base, qui est égal à un centième de point de pourcentage[réf. nécessaire].